# Supremo consiglio islamico algerino
Il Supremo consiglio islamico algerino, (in arabo المجلس الإسلامي الأعلى‎?, al-Majlis al-Islāmī al-Aʿlā), è il più alto organismo incaricato delle questioni della comunità islamica in Algeria. Esso è un organo a carattere religioso e scientifico, come organo ufficiale per emettere fatwe, pareri in materia religiosa islamica.

## Quadro normativo
Tra le attribuzioni legali al Ministero degli Affari religiosi e dei Waqf vi è quella di eliminare le fonti di comprensione erronea dell'islam e le cause che hanno ritardato l'adempimento dei suoi valori fondamentali, che corrisponde alla prerogativa di emettere dei pareri legali di orientamento in materia religiosa.
Questa funzione viene assegnata in modo esplicito all'Alto consiglio islamico, istituito dal partito unico del Fronte di Liberazione nazionale nel 1966, all'indomani dell'indipendenza dell'Algeria, quale autorità consultiva nei confronti del Presidente della Repubblica e istituzione di riferimento sulle materie legate all'islam in Algeria. Tuttavia nei fatti il suo ruolo fino al 1989 fu modesto, tanto che durante la guerra civile algerina il presidente algerino Bouteflika dovette rivolgersi ad autorità straniere per l'emissione di fatwe contro gli islamisti.
L'Alto Consiglio islamico era abilitato per legge a:
- proclamare le fatwe religiose sia nell'ambito ufficiale che particolare,
- operare per la propagazione degli insegnamenti islamici,
- correggere le percezioni erronee delle disposizioni della sharia appoggiandosi sul testo coranico e la sunna nabawiya e sui precedenti riconosciuti,
- rilevare e combattere la falsificazione, la deformazione o l'eccesso che potrebbero intaccare la sana comprensione dei precetti islamici.

Al termine della guerra civile, nel 2003, il Ministero degli Affari religiosi dichiarò l'Alto Consiglio islamico privo del mandato ufficiale per emettere fatwe ed assegnò provvisoriamente il compito di esplicitare e semplificare i contenuti della religione islamica per i cittadini algerini a una commissione ministeriale sotto la direzione del Dipartimento degli Ḥabūs, in previsione di implementare una Dar-al-Ifta algerina sul modello di quella egiziana, con l'obiettivo di controbilanciare l'influenza dei movimenti islamisti residuali.
Nella vacanza degli organi statali deputati alla guida dell'islam algerino, numerosi predicatori stranieri, ispirati all'islam radicale salafita, attraverso i canali televisivi si sono proposti quali autorità parallele per l'emissione di fatwe. Nel 201l per ovviare a questo fenomeno il Ministro degli Affari religiosi ha esortato l'istituzione di un Gran Mufti della Repubblica, sul modello di quelli della Tunisia e dell'Egitto, all'interno di un piano di riforme generali.
Nel 2013, il Ministro degli Affari religiosi Bouabdellah Ghlamallah, interrogato sulla questione delle fatwe parallele emesse da autorità distinte tra loro discordanti, ha sostenuto che gli algerini non devono fare riferimento ad autorità parallele indipendenti, ma ai consigli locali degli studiosi universitari e degli imam delle moschee, che dipendono dai direttori locali degli Affari religiosi e dei Waqf di ciascun wilayet, ed ha proposto l'istituzione di un organo unitario nazionale deputato all'emissione di fatwe in cui rappresentanti dei consigli locali si riuniscano per decidere sui temi inediti.
Nel 2015 per esprimere pareri su tre argomenti di interesse nazionale, venne formato un Consiglio scientifico nazionale, dipendente dal Ministero degli affari religiosi, che raggruppava esperti provenienti da tutti i 48 wilayet algerini, proponendosi come istanza nazionale della fatwa. A tal fine, il Ministro degli Affari religiosi, Mohamed Issa, inviò cinquanta imam algerini alla Casa della Fatwa egiziana per essere formati.
Nel 2016, il presidente dell'Alto Consiglio Islamico, Bouabdellah Ghlamallah, riconoscendo che il compito dell'emissione di fatwe spettava ai consigli scientifici a livello locale dei wilayet, che rispondono alle interrogazioni dei cittadini sulla sharia, invitava a un provvedimento legislativo per unificare la fatwa in Algeria ed evitare il disaccordo tra diversi organi istituzionali, proponendo di assegnare all'Alto Consiglio Islamico il ruolo di ultima istanza in Algeria sia sul piano intellettuale e culturale sia in quello della pratica religiosa.
Nel maggio 2017 un decreto presidenziale ha precisato le funzioni dell'Alto Consiglio Islamico, autorizzandolo ufficialmente a: 
- emettere fatwe nei diversi ambiti del fiqh e formulare pareri scritti su prescrizioni religiose ... su richiesta del presidente della Repubblica,
- prendere in carica, come istituzione nazionale di riferimento, tutte le questioni legate all'islam, permettendo di correggere le percezioni erronee
- partecipare alla valutazione e alla revisione dei programmi di insegnamento religioso e loro inserimento coerente nel sistema educativo.

## Composizione
I membri dell'Alto Consiglio e il presidente sono nominati con decreto presidenziale, per rappresentare gli studiosi islamici algerini ed agire come la maggiore autorità ufficiale del Paese in materia. Nel 2017 il presidente Bouteflika ha rinnovato i membri dell'Alto Consiglio islamico, scegliendoli tra ricercatori universitari ed insegnanti della materia, inclusi rappresentanti della corrente minoritaria ibadita. Dal settembre 2016, il presidente è il Dr. Abu Abdullah Ghulam Allah.

## Pronunciamenti
- Nell'aprile 1998, l'Alto Consiglio Islamico emise una controversa fatwa autorizzando le donne stuprate da estremisti islamici durante la guerra civile al ricorso all'aborto[14];
- nel giugno 2013, il Ministro degli Affari religiosi ha esortato la riunione di un organo nazionale della fatwa per fare luce sulla questione dei tassi di interesse imposti dalle banche sui crediti concessi ai giovani dal punto di vista religioso tenendo conto del parere degli imam, ossia per emettere una fatwa esaustiva per mettere fine alle diverse interpretazioni sulla legittimità o meno del prestito a interesse[4];
- in occasione dei Mondiali di calcio 2014 in Brasile, lo sheykh Muhammad Sharif Qaher, del Supremo consiglio islamico dell'Algeria, ha autorizzato i calciatori della nazionale a sospendere il digiuno di Ramadan perché in viaggio, sebbene il suo collega lo sheykh Mamoun al-Qasimi ha precisato che la cosa migliore sarebbe rispettare il digiuno[15][16];
- il 9 febbraio 2015 il Consiglio scientifico nazionale ha emesso tre fatwe di interesse nazionale, per contrapporsi alle molteplici fatwe contrastanti emesse da predicatori televisivi salafiti, concernenti: la liceità del sistema dei mutui per l'acquisto di abitazioni, la liceità della donazione di organi (con l'eccezione di quelli vitali come il cuore), la non liceità della donazione di ovuli e sperma[5][6].

## Altre organizzazioni
Il Supremo consiglio islamico dell'Algeria non è l'unica organizzazione ufficiale dell'islam algerino, vi sono infatti anche l'Associazione degli ulema algerini, che raggruppa gli studiosi islamici dell'Algeria, ed il Coordinamento nazionale degli imam, organo ufficiale dei predicatori islamici dell'Algeria.

## Storia
Nel periodo della reggenza di Algeri, a differenza del popolo, che era malikita, i reggenti ottomani erano della corrente hanafita, così il sistema giuridico fu guidato da un Muftī per ciascuno dei madhhab presenti. Le città principali avevano sia moschee hanafite che malikite, mentre gli ibaditi avevano le loro moschee e cimiteri. Il sistema dei mufti, hanafiti e malikiti, fu conservato anche dalle autorità coloniali francesi.
A seguito dell'indipendenza dell'Algeria, il Fronte di Liberazione nazionale, guidato da Houari Boumédiène, divenne il partito unico al governo, ed assunse il controllo su tutte le attività religiose, stabilendo l'islam come religione di Stato (art. 2 della Costituzione del 1963), e monopolizzando la costruzione e gestione delle moschee attraverso il Ministero degli Affari religiosi. Nel 1966 fu istituito un Alto Consiglio islamico, che aveva il monopolio sull'interpretazione della legge islamica e l'emissione di fatwe e si occupava della formazione e della nomina degli Imam, rendendoli dipendenti del Ministero, il quale gli forniva anche il testo del sermone del venerdì (Khuṭba) che avrebbero dovuto pronunciare. Il Ministero amministrava anche le dotazioni religiose (o Ḥabūs), si occupava dell'istruzione religiosa attraverso scuole pubbliche ed istituti islamici superiori.
Molti ex-membri dell'Associazione degli Ulema musulmani algerini entrarono a far parte dell'Alto Consiglio islamico e delle istituzioni legate al FLN. Movimenti islamisti, come Al Qiyam, richiedevano invece di implementare maggiormente l'islam nella politica del Paese, ritenendolo incompatibile con l'ispirazione socialista del partito al governo.. Sebbene il partito avesse adottato l'islam come parte della propria ideologia, il codice civile rimase legato al diritto civile occidentale, anche se furono introdotti elementi di diritto islamico nel diritto di famiglia, come il divieto alle donne musulmane di sposare uomini non musulmani (Codice di Famiglia algerino, 1984), in particolare dopo l'approvazione nel 1976 della Carta Nazionale.
Dopo la morte di Boumediene nel 1978, il suo successore Chadli Bendjedid aprì maggiormente al movimento islamista, per contrastare la parte del partito più fedele agli ideali socialisti di Boumediene, che ostacolava i suoi tentativi di aprire il Paese al mercato. Grazie a una campagna per le moschee libere, l'islamismo si diffuse nelle università, inizialmente con il sostegno statale per controbilanciare i movimenti di protesta giovanili di sinistra; tuttavia l'affermazione dell'islamismo portò nel novembre 1982 a scontri violenti all'Università di Algeri, inoltre molti imam islamisti presero a contestare apertamente la politica economica di Bendjedid, che non risolse i problemi di disoccupazione e povertà ed aumentò l'inequità sociale. Con la creazione di migliaia di nuove moschee e centri di insegnamento islamici, l'islamismo radicale poté diffondersi attraverso iniziative educative, culturali, sociali e caritative rivolte ad ampi strati della popolazione, in un periodo in cui il governo era costretto ad attuare politiche di austerità. La democratizzazione inaugurata nel 1989 vide dunque gli islamisti del Fronte Islamico di Salvezza in una posizione favorevole, che li portò alla vittoria alle elezioni del 1991, annullate dai militari fedeli al FLN, aprendo la decennale guerra civile.
Durante il decennio nero algerino (1991-2002) gli esponenti del governo legittimo e gli intellettuali islamisti loro sostenitori sono stati sistematicamente perseguitati ed uccisi dalla giunta militare al potere. Anche l'Alto Consiglio islamico è stato più volte delegittimato dai presidenti algerini successivi al colpo di Stato, situazione che si è protratta anche successivamente al termine della guerra civile.